# Smržovka
Smržovka é uma cidade checa localizada na região de Liberec, distrito de Jablonec nad Nisou. Era chamada "Morchenstern" durante o império Áustrio-Hungaro.